# История Чебоксар

## Ранние упоминания
На большой карте венецианцев Франциска и Доминика Пицигани 1367 года и на третьей карте атласа Каталинского 1375 года на месте Чебоксар, по мнению доктора исторических наук, профессора В. Д. Димитриева, нарисовано изображение города без указания названия.
На карте 1459 года, составленной Фра-Мауро для португальского короля Альфонса V на основе более ранних карт, на месте Чебоксар помещён город Веда-Суар (чув. Вата Савар, то есть „Средний Сувар“)». Указанная расшифровка названия принадлежит тому же  В.Д. Димитриеву. Но он не был лингвистом и этимологом.

## XV век
Русские летописи упоминают о Чебоксарах, как о хорошо известном поселении на волжском пути в связи с походом воеводы Ивана Дмитриевича Руна на Казань в мае 1469 года: «…ночевали на Чебоксарке, а от Чебоксаря шли весь день, да и ночь всю шли, а приидоша под Казань на ранней зоре…». По утверждению исследователя Поспелова Е. М., в письменных источниках с 1469 года наименование города упоминается в форме единственного числа — Чебоксар). Однако как населённый пункт городского типа он существовал значительно раньше. По данным археологических раскопок на его месте с рубежа XIII—XIV веков существовало булгаро-чувашское поселение. В настоящее время именно 1469 год принято считать временем основания города, и это зафиксировано на его гербе. Историки настаивают на пересмотре этой даты — исходя из результатов археологических раскопок и картографических источников.

## XVI век
В 1969 году в Чебоксарах при раскопках был найден фрагмент берестяного сосуда с русской надписью и орнаментом, датируемый первой четвертью XVI века.
В 1555 году, после мирного вхождения чувашского края в состав Русского царства, здесь была заложена крепость для защиты южных рубежей[уточнить] страны и создан Чебоксарский уезд. Расположение города на берегу Волги давало преимущества для развития торговли. Кроме военной крепости в 1555 году был построен и торгово-промышленный посад. Наличие небольшой внутренней речки Чебоксарки позволяло удовлетворять повседневные нужды посадского, ремесленного населения. С севера и юга подступы к кремлю были затруднены естественными обрывистыми склонами, с запада преградой для неприятеля служил глубокий ров длиной 200 саженей. С востока к кремлю примыкал посад, развивающийся в одном восточном направлении. По имеющимся данным Чебоксарский кремль возводился под руководством именитого в годы правления Иван IV дьяка.
Основным ядром городского организма являлся Кремль, занимающий главенствующее положение в застройке, расположенный на самой высокой и защищённой точке холма.
Первым строением религиозного назначения Чебоксар была соборная Введенская церковь (Введенский собор), построенная в XVI — 1-й половине XVII века. В 1566 году по указу царя Ивана Грозного на территории посада создаётся Свято-Троицкий мужской монастырь. Между кремлём и Свято-Троицким монастырём, предположительно в 1584 году, возводятся деревянные строения Николаевского женского монастыря.

## XVII век
В XVI — первой половине XVII вв. в Чебоксарах построены Троицкий и Преображенский мужские монастыри, Николаевский и Благовещенский женские монастыри. Купцы строили для себя каменные дома.
В 1625 году в Чебоксарах насчитывалось 458 военнослужащих; по данным 1646 года, на посаде проживал 1661 человек мужского пола. К концу века город утрачивает свои оборонительные функции и Чебоксары становятся известным торговым центром Поволжья.
Город повсеместно славился своим колокололитным производством — чебоксарские колокола были известны и в России, и в Европе.
Развитие торговли, распространение православия и массовое крещение чувашского народа привели и к архитектурному расцвету города — город изобиловал церквями и храмами. До настоящего времени действует Введенский собор с шатровой колокольней и древними фресками — это было первое кирпичное здание, построенное в городе в 60-х годах XVII века.
В конце века возведение монастырей осуществляется за пределами города. С запада от города, на берегу Волги, располагалась основанная в 1672 году Спасо-Преображенская Геронтьевская мужская пустынь. С юга, на возвышении между холмами, в 1700 году возводится Сретенский мужской монастырь.
Имеются данные, что в «деревянный» период формирования города, на правом берегу Чебоксарки была сооружена Покровская церковь. Храм сгорел. В 1672 году на месте деревянной церкви за счёт средств прихожан Полубояровых, Колокольниковых и других построена каменная. Со строительством указанного храма как бы завершается ранний период формирования города, условно названный «деревянным». И хотя сосна и дуб во второй половине XVII века продолжали оставаться основным строительным материалом, возводятся и каменные строения.

## XVIII век
В XVIII в. построены Вознесенская, Покровская, Воскресенская церкви.
В 1-й четверти XVIII века некоторые категории «военослуживых людей» (стрельцы, казаки) были переведены в податные сословия.
По результатам 1-й ревизии 1723 года, в Чебоксарах насчитывалось 1924 человек податного населения (мужского пола). С конца XVII— начала XVIII столетия Чебоксары считались известным торговым городом Поволжья, в 1781 году приобрели статус провинциального города Казанской губернии.
В XVIII веке в Чебоксарах были построены каменные здания казны и архива, магистрата, кружечного двора, 10 каменных церквей.
В 1767 году императрица Екатерина II, проплывая по Волге мимо Чебоксар, выразила своё восхищение живописными видами города, она считала Чебоксары «во всем лучше Нижнего Новгорода». О Чебоксарах писали Радищев и Шевченко. Красоту города отмечали и другие путешественники, о чём в исторических документах сохранились соответствующие записи. К примеру, академик И. Г. Георги, посетивший Чебоксары в 1774 г., писал: «Тринадцать красивых каменных церквей, четыре монастыря, ратуша и некоторые солидные купеческие дома придают городу приятный вид».
Конец XVII — первая половина XVIII века. Наряду с дальнейшим развитием абсолютной монархии и феодально-крепостнических отношений происходит ускоренное формирование всероссийского рынка, товарного производства.
Достаточно полное представление о характере дорегулярной планировки Чебоксар, основных закономерностях и особенностях её формирования даёт план 1773 года. Планировка Чебоксар при кажущейся запутанности все же имеет свою закономерность и функционально обоснованная.
Время с конца XVII до второй половины XVIII века в истории градостроительства Чебоксар отмечено необычайным размахом каменного строительства. В этот период были возведены основные памятники религиозного назначения и гражданского зодчества. Характерным для строений XVII века декоративным оформлением отличалась тёплая Вознесенская церковь, датируемая документами 1702—1703 годами. В XVII веке построены также Благовещенская церковь и скромная по размерам и декоративному оформлению Толгская церковь Свято-Троицкого мужского монастыря. К самым ранним образцам каменного гражданского зодчества Чебоксар относится здание известное в литературе под названием «Дом купца Зелейщикова».
Строительство каменных зданий в Чебоксарах интенсивно продолжалось в XVIII веке. Время возведения многих приходских и монастырских храмов, основанных гражданских строений города приходится на первую половину века. Объёмно-пространственная композиция храмов решалась традиционно, в формах барокко. В основном это были небольшие одноэтажные церкви, храмовая часть которых состояла из односветного или двухсветного четверика с рядом кокошников. Храмы были либо одноглавые — Христорождественская, Христовоздвиженская церкви, либо пятиглавые — Михаило-Архангельская, Покровская церкви.
При Благовещенской церкви некоторое время действовал одноимённый женский монастырь, упразднённый по штатам в 1764 году, однако продолжавший существовать, по меньшей мере, до 1773 года.
Оригинальностью декоративного оформления оконных проёмов отличается Михаило-Архангельская церковь.
Во второй половине XVIII века в Чебоксарах построено всего две церкви Успенская (1763 г.) и Спасская (Кладбищенская) возведённая в 1795 г. на средства купца А.Арбатова.
В XVIII веке в Чебоксарах возведено немало казённых, общественных (на средства городского общества) и частных купеческих каменных зданий. Среди них двухэтажное здание центрального административного учреждения города — магистрата (1737—1742 гг.)
Чебоксары в конце XVIII века являлись самым крупным городским поселением на территории Чувашии.
Каменные строения, при всей их значимости в городском ансамбле, составляли малую часть построек. Рядовая застройка Чебоксар XVIII века оставалась деревянной и не сохранилась.
Бывший почти сплошь деревянным город часто страдал от опустошительных пожаров. Крупные пожары произошли в 1704, 1720, 1755, 1758 и 1773 годах. Сильнейший экономический ущерб городу и чебоксарскому купечеству был нанесён пожаром 1773 года, когда выгорело более 2/3 территории Чебоксар. В докладе Казанского губернатора Фон Бранта, направленном в Сенат, сказано: «апреля 30 числа в городе Чебоксарах был пожар, в котором сгорело церквей 29, обывательских домов 717, заводов кожевенных, сальных и колокольных 14, кладовых на пристанях, амбаров с хлебными и другими припасами 49, торговых лавок с мелочными товарами 38, казённый амбар с илецкой солью, питейных домов с ледниками и напитками 43». Количество церквей в Чебоксарах никогда не достигало 29. Возможно, в это число наряду с храмами вошли колокольни, дома причтов, монастырские строения.
Пожар 1773 года отрицательно сказался на дальнейшем развитии города. Негативное влияние на экономическую жизнь города, оказывала и постепенная утрата значения Волги, как главной торговой магистрали в связи со строительством новой столицы и установившимися оживлёнными связями России со странами Европы по Балтийскому морю. Поток грузов по Волге резко сократился. Некогда бурная экономическая жизнь города, создавшая условия для расцвета каменного строительства в Чебоксарах, стала затихать.
Правительством Екатерины принимаются конкретные меры по перепланированию городов и изменению принципов строительства.

## XIX - XX века
В 1879 году проживало 4498 человек (2308 женщин, 2190 мужчин), в том числе 2450 мещан, 277 купцов, 146 дворян.
В начале XIX века население его составляло пять с половиной тысяч жителей, а промышленность ограничивалась лесопилкой и несколькими маленькими заводами. В 1880 году здесь насчитывалось 783 дома (в том числе 33 каменных), 91 лавка и магазин, 3 училища, 2 больницы, 1 банк.
В 18-19 веках в Чебоксарах упор делался в основном на развитие торговли, а не промышленности. Тем не менее, в городе действуют кирпичные, кожевенные, сальные и колоколенные заводы. Город становится центром по производству солода, вина. Основные городские улицы являются продолжением дорог на Казань и Москву.
Второй регулярный план Чебоксар был утверждён императором Николаем I 19 июня 1829 года.
Каменное строительство в указанный период широкого распространения не получило. На протяжении XIX века в городе были возведены всего одна каменная Христорождественская церковь (1897 г.), несколько колоколен, взамен пришедших в ветхое состояние, здание тюрьмы (1810 г.) и здание духовного училища (1847 г.).
Каменное жилищное строительство начинает оживать лишь на исходе века. К наиболее значительным постройкам этой поры относятся, сохранившиеся до наших дней, четыре строения связанные с именами известных чебоксарских купцов Ефремовых. Ярким образцом богатого купеческого особняка конца XIX века является дом П. Е. Ефремова (1884 г., бульвар Купца Ефремова, 10).
- XX век

В начале XX века в городе проживало 5,1 тыс. человек. Общая площадь территории, вместе с пригородными селениями Геронтьевской слободой, Лакреевкой, Усадкой, Набережной, Кнутихой, Будайкой, Селивановкой, Якимовом, Свечкином, составляла приблизительно 600 га.
С 1920 года — центр Чувашской АО, в 1925—1992 годах — столица Чувашской АССР.
После создания Чувашской автономии в 1920 году, город Чебоксары становится её столицей. Столичный статус положительно сказался на развитии города. В 1940 году население города Чебоксары насчитывало уже более 40 тысяч человек, в 1958 году — более 100 тысяч человек.
5 сентября 1927 года город Чебоксары получил статус города республиканского подчинения.
Во время Великой Отечественной войны в Чебоксары были эвакуированы Харьковский и Московский электроаппаратные заводы, а в послевоенные годы был построен ряд других градообразующих промышленных предприятий. В Чебоксарах формировались 324-я Верхнеднепровская Краснознамённая стрелковая и 139-я Рославльская Краснознамённая ордена Суворова стрелковая дивизии. Обе дивизии прошли тяжкий, но славный боевой путь, в их честь в городе названы улицы.
4 ноября 1941 года город был подвергнут бомбардировке — в тёмное время суток Чебоксары бомбил один самолёт, сбросив около 20 бомб.
Своеобразным, не имеющим аналогов на территории Чувашии, памятником мемориальной архитектуры является усыпальница Ефремовых. Часовня-усыпальница сооружена в 1911 году, по проекту архитектора Э. Д. Малиновского (по другим данным — архитектора К. С. Олешкевича), в формах зрелого классицизма.
К характерным образцам промышленной архитектуры конца XIX — начала XX веков относится здание ликёро-водочного завода «Чебоксарский» (1901 год, ул. К. Иванова, 63). Здание завода (первое официальное название — «Казённый винный склад № 3») состоит из рельефных, выложенных из кирпича деталей и оригинальных по форме, ярко выраженных аттиков с люкарнами.
В соответствии с декретом ВЦИК и Совнаркома РСФСР 24 июня 1920 года была образована Чувашская автономная область, а 21 апреля 1925 года постановлением Президиума ВЦИК она преобразована в Чувашскую АССР. Город Чебоксары приобретает столичный статус, что способствует развитию и активизации строительства. К числу наиболее значимых строений конца 20-х годов XX века относятся возведённые по проектам архитектора В. Н. Александрова трёхэтажное здание Главсуда (1926 год, ул. Р.Люксембург, 9) и сохранившееся до наших дней здание «Дома крестьянина» (1927 год, ул. К.Иванова, 5)
В 1930 году были начаты работы по составлению первого в советский период генерального плана города. Проектирование велось Ленинградским и Горьковским филиалами института урбанистики Гипрогор (авторы арх. Успенский С. П., экон. Крылов Л. В.). Разработанный в 1937 году генеральный план не представлялся на утверждение в связи с нерешённостью вопроса о месте и сроках строительства Чебоксарской ГЭС.
В первой половине 30-х годов XX века в архитектуре преобладает конструктивизм, означающий функционализм строений и стремление подчеркнуть в них экспрессию конструкций. Ярким событием в архитектурной практике Чебоксар стало строительство первого звукового кинотеатра «Родина» (ул. К. Иванова, 9/25).
Из жилых домов этого периода следует выделить 26-квартирный дом (Дом ЦИК), построенный в 1938 году по проекту архитектора Е. И. Громаковского на углу улиц К. Иванова и Бондарева.
Одним из крупнейших реализованных проектов по праву можно считать Дом Советов (в настоящее время Дом правительства), построенный в 1934—1940 гг. по проекту архитектора М. М. Базилевича.
Классические приёмы и формы нашли широкое отражение в многочисленных жилых и общественных зданиях Чебоксар, возведённых по проектам известного чувашского архитектора Ф. С. Сергеева. Наиболее значительными работами являются 24-х квартирный жилой дом (1948 год, ул. Ленинградская, 28), Дом политпросвещения (в настоящее время Театр кукол. 1954 год, ул. Урицкого, 41), здания МВД (1952 год, ул. К.Маркса, 41), Чувашоблпрофсовета и Чувашоблпромсовета (в настоящее время Русский драматический театр. 1959 год, ул. Гагарина, 14).
К 1987 году, в связи со строительством Чебоксарской ГЭС, в центре города на месте ряда кварталов старой застройки был создан искусственный залив. При этом были утрачены многие исторические здания.
- Строительство Чебоксарского залива
- Строительство искусственного залива в центре города, 1987 год
- Строительство второй части искусственного залива. Середина 1990-х годов.

## Знаменательные даты
- 1555 — по приказу Ивана IV на берегу Волги на полпути между Нижним Новгородом и Казанью была построена крепость Чебоксары;
- 1925 — 21 апреля город становится столицей Чувашской Автономной Советской Социалистической Республики;
- 1926 — самое большое половодье на Волге;
- 1926 — начало деятельности «Чувашкино»;
- 1932 — построена Чебоксарская радиостанция;
- 1946 — первый внутригородской автобусный маршрут;
- 1939 — 1 января открылась железная дорога «Канаш—Чебоксары»;
- 1941 — 4 ноября на город совершён воздушный налёт немецких ВВС;
- 1954 — пущена в строй Чебоксарская ТЭЦ;
- 1958 — город преодолел рубеж 100 тысяч жителей;
- 1961 — начато регулярное телевещание;
- 1962 — введены в эксплуатацию кабельный завод и чулочно-трикотажная фабрика;
- 1963 — построена высоковольтная линия электропередач «Казань—Чебоксары»;
- 1964 — на улицах города появились первые троллейбусы (см. Чебоксарский троллейбус);
- 1972 — начато строительство завода промышленных тракторов;